# Говори ми за любов
Говори ми за любов (на испански: Háblame de amor) е мексиканска теленовела, режисирана от Луис Велес и продуцирана от Луис Велес и Росана Арау за ТВ Ацтека през 1999 г. Адаптация е на мексиканската теленовела Любов в мълчание, създадена от Лиляна Абуд и Ерик Вон през 1988 г. Продукцията е разделена в два сезона.
В първата част главните роли се изпълняват от Дана Гарсия и Бруно Бичир, а отрицателните от Алма Делфина, Патрисия Перейра и Хосе Алонсо.
Във втората част Дана Гарсия и Маурисио Очман изпълняват главните роли, а Алма Делфина и Патрисия Перейра - отрицателните.

## Сюжет
Говори ми за любов е любовна история, разделена в две части - първата представя интензивната, романтична и трагична любовна история на Хулия и Естебан. Те са млада двойка, която се обича дълбоко, но имат врагове, които искат да ги разделят. Тъй като е извършено брутално убийство, Хулия трябва да се погрижи за Макс, сина на брат си. Макс вижда, че някой убива родителите му и оттогава той не може да говори. По-късно Хулия ражда момиченце, което нарича Химена, което се влюбва в Макс. Накрая Хулия и Естебан се женят, но когато си мислят, че могат да се наслаждават на живота си, умират в самолетна катастрофа.
Втората част започва с друга трагедия, която бележи живота на всички. Химена се е превърнала в красива жена, но Макс все още не може да говори. Двамата говорят само на езика на любовта. Накрая се женят и успяват да бъдат щастливи.

## Актьори
Част от актьорския състав:
Първа част
- Дана Гарсия - Хулия Толедо Кьолер
- Бруно Бичир - Естебан Ортега Мендоса
- Хосе Алонсо - Гилермо Толедо Валеруго
- Хулиета Егурола - Дулсе Лаура Кьолер де Толедо
- Патрисия Перейра - Норма Толедо Кьолер
- Фабиан Корес - Родриго Толедо Кьолер
- Алма Делфина - Адриана Кампос-Негрете вдовица де Ортега
- Айлин Мухика - Лусия
- Леонардо Даниел - Армандо Агилар
- Кармен Делгадо - Естер
- Рубен Делгадио - Максимилиано Толедо

Втора част
- Дана Гарсия - Химена Ортега Толедо
- Маурисио Очман - Максимилиано Толедо
- Хосе Алонсо - Гилермо Толедо
- Патрисия Перейра - Норма Толедо
- Урсула Прунеса - Сандра Толедо Андраде
- Фабиан Корес - Карлос Толедо Андраде
- Айлин Мухика - Лусия
- Леонардо Даниел - Армандо Агилар
- Марк Тачер - Лео Агилар
- Ана Карина Гевара - Лилия
- Консепсион Маркес - Аурора

## Премиера
Премиерата на Говори ми за любов е през 1999 г. по канал Azteca Trece. Последният 124 епизод е излъчен на 18 февруари 2000 г.

## Продукция
Снимките на теленовелата започват на 7 юни 1999 г. в град Мексико и приключват на 3 декември 1999 г.

## Версии
- Любов в мълчание, оригинална история, създадена от Лиляна Абуд и Ерик Вон, продуцирана от Карла Естрада за Телевиса през 1988 г. Ерика Буенфил и Артуро Пениче изпълняват главните роли в първата част, във втората част главните роли се изпълняват от Ерика Буенфил и Омар Фиеро, а в отрицателните роли са Маргарита Санс, Елвира Монсел и Хоакин Кордеро.
- Не ме оставяй, версия и либрето от Марта Карийо и Кристина Гарсия, продуцирана от Карлос Морено Лагийо за Телевиса през 2015-2016 г. В първата част главните роли са поверени на Камила Соди и Освалдо Бенавидес, а отрицателните на Артуро Пениче, Алехандра Барос и Лаура Кармине. В главните роли във втората част са Камила Соди и Игнасио Касано, а в отрицателните - Лаура Кармине, Алехандра Барос и Брандон Пениче.